# Epitola crowleyi
Epitola crowleyi är en fjärilsart som beskrevs av Sharpe 1890. Epitola crowleyi ingår i släktet Epitola och familjen juvelvingar. Inga underarter finns listade i Catalogue of Life.